# Franz Doppler
Pour les articles homonymes, voir Doppler.

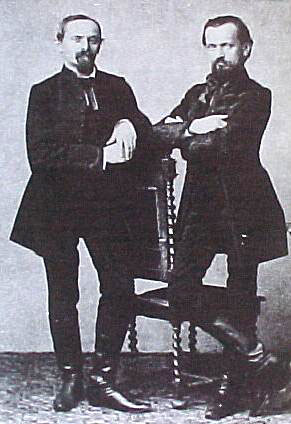
Franz et Karl Doppler

Albert Franz Doppler, en hongrois Albert Ferenc Doppler (Lemberg, royaume de Galicie et de Lodomérie, Autriche-Hongrie 16 octobre 1821 – Baden, Autriche-Hongrie, 27 juillet 1883), est un flûtiste virtuose et un compositeur austro-hongrois, surtout connu pour sa musique pour flûte. Il est aussi l'auteur d'opéras – un en allemand et d'autres en hongrois –, et de plusieurs ballets. Ses compositions, qui de son vivant rencontrèrent un très vif succès, tomberont par la suite quelque peu dans l'oubli.

## Biographie
De 1828 à 1831, Franz Doppler reçoit des leçons de flûte de son père, Joseph Doppler, hautboïste. Il se produit pour la première fois sur scène, seul, à l'âge de treize ans, et ne tarde pas à constituer un duo de flûtes avec son frère Karl, de quatre ans son cadet. Bien vite, le duo connaît un grand succès dans toute l'Europe, où il fait de nombreuses tournées. Les deux frères deviennent membres de l'orchestre du Théâtre allemand à Budapest en 1838 et du Théâtre national hongrois en 1841. Cinq opéras de Franz Doppler y seront présentés avec succès. En 1853, Franz et Karl Doppler contribuent à la fondation de l'Orchestre philharmonique de Hongrie. Premier flûtiste de l'opéra de Budapest à dix-huit ans, Doppler finit par devenir premier chef de l'Opéra de Vienne. Il sera également professeur de flûte au Conservatoire de cette même ville, de 1864 à 1867. 
Franz Doppler repart ensuite avec son frère en tournée européenne, entre autres à Bruxelles et à Weimar, où il rencontre Franz Liszt et, en 1856, à Londres, où il fait connaissance de Charles Hubay, père du célèbre violoniste Jenő Hubay.
Franz et son frère Karl ont toujours été partisans de la flûte française et du système de clef Tulou.
Doppler a principalement composé pour la flûte – dont de nombreux duos destinés à lui et son frère – et pour l'opéra, mais il a aussi écrit plusieurs concertos et des pièces de démonstration. Sa musique évoque certains aspects des musiques russe et hongroise. Parmi ses opéras figurent Judith (son seul opéra allemand) et une œuvre en russe intitulé Beniovski. Il composa sept opéras et quinze ballets au total (très populaires à l'époque) et fut un brillant orchestrateur.
Il est surtout connu pour les arrangements orchestraux de six des Rhapsodies hongroises de Franz Liszt publiés sous son nom. Élève de Liszt, celui-ci lui avait demandé ces transcriptions. Chacune des mesures de ces orchestrations a été révisée par Liszt avant publication, mais il permit à Doppler d'imprimer son nom sur la page de titre. Liszt accordait fréquemment de telles faveurs à ses élèves, ce qui donna naissance à la rumeur selon laquelle Liszt ne pouvait orchestrer ses propres œuvres.

## Opéras
Opéras en hongrois :
- Benyovszky vagy A kamcsatkai száműzött (Beniovski, l'exilé du Kamtchatka), d'après August von Kotzebue, 1847
- Ilka és a huszártoborzó (Ilka et le recrutement des hussards), opéra comique, 1849 [toborzó est aussi appelé verbunkos]
- Wanda, 1853
- Két huszár (Les deux hussards), 1853
- Salvator Rosa, mélodrame, 1855
- Erzsébet (seulement l'ouverture et le premier acte ; deuxième acte par Ferenc Erkel, troisième acte par Karl Doppler), 1857

Opéra en allemand :
- Judith 1870

## Orchestre
- Orchestration des Rhapsodies hongroises de Franz Liszt.

## Musique pour flûte
- Opus 10, Airs valaques, pour flûte et piano
- Opus 16, Mazurka de salon, pour flûte et piano
- Opus 17, Nocturne, pour flûte et piano
- Opus 18, Paraphrase de concert sur les thèmes de l'opéra Die Verschworenen
- Opus 19, Nocturne pour 2 flûtes, cor et piano
- Opus 20, Chanson d'amour, pour flûte et piano
- Opus 21, L'oiseau des bois, pour flûte et 4 cors
- Opus 24, Souvenir de Prague (écrit avec Karl Doppler)
- Opus 25, Andante et Rondo, pour 2 flûtes et piano (écrit avec Karl Doppler)
- Opus 26, Fantaisie Pastorale Hongroise pour flûte et piano
- Opus 33, Valse di bravura, pour 2 flûtes et piano (écrit avec Karl Doppler)
- Opus 34, Souvenir de Rigi, pour flûte, cor, carillon et piano
- Opus 35, Fantaisie sur des motifs hongrois, pour 2 flûtes et piano (écrit avec Karl Doppler)
- Opus 36, Duettino sur des motifs hongrois, , pour 2 flûtes et piano
- Opus 38, Rigoletto, fantaisie, pour 2 flûtes et piano (écrit avec Karl Doppler)
- Opus 42, Souvenir à Mme Adelinma Patti, paraphrase, pour 2 flûtes et piano
- Transcription de certaines des rhapsodies hongroises de Franz Liszt pour flûte et piano
- Potpourri: Zampa, pour 2 flûtes
- Potpourri: Le barbier de Séville, pour 2 flûtes
- Double concerto pour flûtes, pour 2 flûtes et orchestre

## À écouter
Fantaisie pastorale hongroise op. 26 YouTube